# 山口県道265号七見小月線
山口県道265号七見小月線（やまぐちけんどう265ごう ななみおづきせん）は、山口県下関市を通る一般県道である。

## 概要
下関市菊川町大字七見から下関市小月西の台に至る。下関市菊川町大字田部以遠では長門鉄道（1956年（昭和31年）廃止、現：サンデン交通）の跡と並走している。中でも下関市菊川町大字田部 - 下関市菊川町大字下大野間は自転車歩行者専用道路として線路跡が残されている。

### 路線データ
- 起点：下関市菊川町大字七見（山口県道260号宇賀山陽線上）
- 終点：下関市小月西の台（小島交差点、国道491号上）

## 路線状況

### 重複区間
- 山口県道260号宇賀山陽線（下関市菊川町大字七見（起点） - 下関市菊川町大字上田部）
- 山口県道260号宇賀山陽線（下関市菊川町大字下大野 - 下関市大字小月町）
- 国道491号（下関市大字小月町 - 下関市小月西の台・小島交差点（終点））

## 地理

### 通過する自治体
- 山口県
  - 下関市

### 交差する道路
| 交差する道路                                                | 交差する場所     | 交差する場所      |
| ----------------------------------------------------------- | ---------------- | ----------------- |
| 山口県道260号宇賀山陽線 重複区間起点                        | 菊川町大字七見   | 起点              |
| 山口県道260号宇賀山陽線 重複区間終点                        | 菊川町大字上田部 |                   |
| 国道491号                                                   | 菊川町大字田部   | 十王堂交差点      |
| 山口県道260号宇賀山陽線 重複区間起点                        | 菊川町大字下大野 |                   |
| 国道491号 重複区間起点 山口県道260号宇賀山陽線 重複区間終点 | 大字小月町       |                   |
| E2A 中国自動車道                                            | 小月幸町         | 36 小月IC         |
| 国道491号 重複区間終点                                      | 小月西の台       | 小島交差点 / 終点 |

### 交差する鉄道
- 山陽新幹線

### 沿線
- 下関市役所 菊川総合支所
- JR西日本山陽本線 小月駅（終点付近）